# Robert Sandfort
Robert Sandfort (geb. 5. Juli 1880 in Kettwig an der Ruhr; gest. 5. März 1945 in Essen) war ein deutscher Kirchenmaler.

## Leben
Nach einer Ausbildung als Maler studierte Sandfort an der Kunstgewerbeschule Düsseldorf. Nach dem Ende des Studiums 1901 absolvierte er als Einjährig-Freiwilliger seien Militärdienst. 1906 eröffnete er in Charlottenburg bei Berlin ein Atelier als Dekorationsmaler. Während des Ersten Weltkrieges diente er als Offizier und erhielt das Eiserne Kreuz Erster und Zweiter Klasse. Am 1. Mai 1933 trat Sandfort in die NSDAP ein. Allerdings wurde er erst 1937 von der Reichskammer der bildenden Künste in die Fachgruppe Maler und Graphiker aufgenommen. Ende 1944 verlegte er seinen Wohnsitz nach Essen, wo er kurz vor Kriegsende bei einem Bombenangriff starb.

## Werke
- 1906 Ausgestaltung der Schinkelkirche in Straupitz (nicht mehr erhalten)[1]
- 1912–1913 Ausgestaltung der Dorfkirche in Waltersdorf im heutigen Kreis Dahme-Spreewald und der Dorfkirche von Werbig im heutigen Kreis Teltow-Fläming[2] (Die Patronatskirche in Schulzendorf, Kreis Dahme-Spreewald, wurde nach neueren Erkenntnissen nicht von R. Sandfort, sondern von Carl und Ferdinand Busch ausgestaltet.[3])
- 1917 Ausgestaltung der Friedhofskapelle von Teupitz[4]
- 1919 Ausgestaltung der Dorfkirche von Proschim bei Welzow in der Lausitz[5]
- 1921 Ausgestaltung der Dorfkirche von Steffenshagen bei Pritzwalk in der Prignitz[6]
- 1925–1926 Ausgestaltung der Schule in der August-Bebel-Straße in Frankfurt/Oder[7]
- 1927 Ausgestaltung der Dorfkirche von Glöwen in der Prignitz[8]
- 1927 Ausgestaltung der Dorfkirche von Groß Leppin in der Prignitz[9]
- 1927–1928 Ausgestaltung der Dorfkirche Schmolde bei Meyenburg in der Prignitz[10]
- 1928 Ausgestaltung der Stadtpfarrkirche in Putlitz in der Prignitz[11][12]
- 1929 Ausgestaltung der Stadtkirche von Lenzen in der Prignitz[13]
- 1932 Ausgestaltung der Dorfkirche Kleßen im Havelland[14]
- 1932–1938 Ausgestaltung der Kirchen Kolrep (Prignitz), Dahlhausen (Ostprignitz-Ruppin), Görne (Havelland), Liebfrauenkirche Jüterbog, Alt-Heiligensee und Beetz (Oberhavel)[15]
- 1933 Ausgestaltung der Dorfkirche von Seddin in der Prignitz[16]
- 1934–1938 Ausgestaltung der Dorfkirche Schönwalde-Glien bei Falkensee[17]
- 1936–1937 Ausgestaltung der Christuskirche in Markee bei Nauen im Havelland[18]
- 1937 Ausgestaltung des Chorraumes der Stadtkirche von Strasburg in der Uckermark[19]
- 1938 Ausgestaltung des Rathauses von Jüterbog im Fläming[20]
- 1942 Ausgestaltung der Dorfkirche von Langnow in der Prignitz[21]